# قرية ولجة السلطان (آيت حمو بولمان)
قرية ولجة السلطان هو دُوَّار يقع بجماعة آيت ميمون، إقليم الخميسات، جهة الرباط سلا القنيطرة في المملكة المغربية. ينتمي الدوّار لمشيخة آيت حمو بولمان التي تضم 5 دواوير. يقدر عدد سكانه بـ 411 نسمة حسب الإحصاء الرسمي للسكان والسكنى لسنة 2004.

## روابط خارجية
- البوابة الوطنية للجماعات الترابية نسخة محفوظة 12 مارس 2018 على موقع واي باك مشين.
- المندوبية السامية للتخطيط